# مهرج شرير
على الرغم من المهرجين هم أصلا الأداء هزلية وتتميز لالفكاهة وامتاع الناس، صورة المهرج الشر هو تطور في الثقافة الشعبية التي يتم تقديم المجاز لعوب من مهرج كما إزعاج من خلال استخدام عناصر الرعب والكوميديا السوداء.

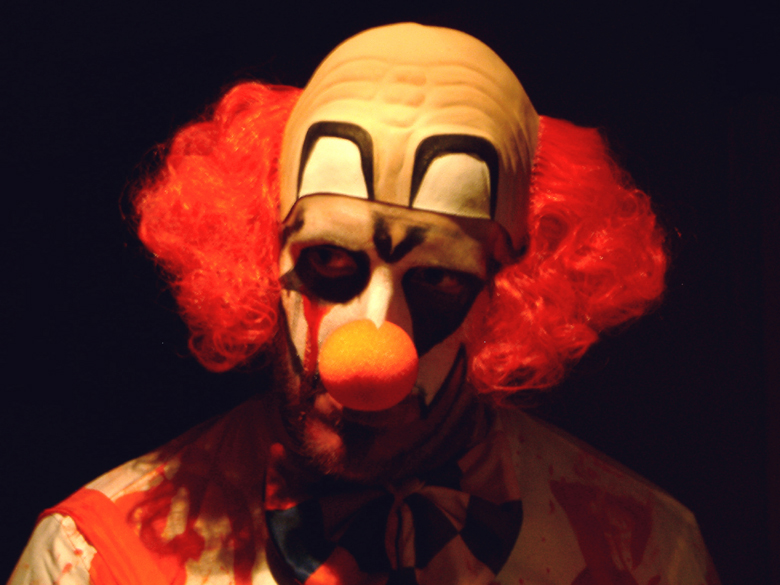
ألف عام "المهرج الشرير"

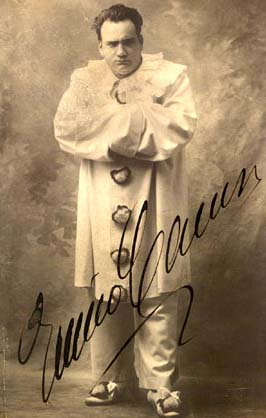
إنريكو كاروسو باسم كانيو القاتلة في Pagliacci